# Robert Kyagulanyi Ssentamu
Robert Kyagulanyi Ssentamu, född 12 februari 1982 i Nkozi, är en ugandisk politiker, aktivist och sångare. Som artist använder han sig av artistnamnet Bobi Wine och gör musik inom afrobeat-genren.

## Biografi
Kyagulanyi är uppväxt i Kamwookya, ett slumområde utanför Kampala.

### Musik
Under början av 2000-talet blev han en uppmärksammad musiker.

### Politik
Kyagulanyi är ledamot av Ugandas parlament sedan 2017 och han är landets mest kända kritiker av president Yoweri Museveni, som suttit som president sedan 1980-talet. Till följd av detta har Kyagulanyis musik har förbjudits i Uganda och han får inte ge några konserter. Han leder motståndsrörelsen People Power, Our Power. Kyagulanyi har gripits flera gånger och utsatts för tortyr och mordförsök. Han har även ställts inför rätta flera gånger, bland annat har han åtalats för förräderi och för att ha "irriterat och förlöjligat" presidenten.
I november 2020 registrerade Kyagulanyi sig formellt för att ställa upp i presidentvalet i januari 2021. Strax därpå greps han av polis. Under valkampanjen har över 40 av hans anhängare dödats under sammandrabbningar med militärer och poliser.
Varje gång Kyagulanyi har gripits har stora demonstrationer brutit ut på gatorna av ugandier som vill visa sitt stöd till honom. Kyagulanyis presidentkampanj har förbjudits att resa på landets större vägar av Musevenis regim. I början av januari 2021 anmälde Kyagulanyi Musevenis styre till internationella domstolen i Haag. Som en konsekvens av detta drog den ugandiska polisen ut Kyagulanyis ur hans bil och tårgasade honom i ansiktet mitt under en pressträff online med The Guardian.

### Privatliv
Han är gift med Barbara ”Barbie” Itungo och tillsammans har de fyra barn.